# Cantonul Vayrac
Cantonul Vayrac este un canton din arondismentul Gourdon, departamentul Lot, regiunea Midi-Pyrénées, Franța.

## Comune
| Comune                    | Populație (1999) | Cod poștal | Cod INSEE |
| ------------------------- | ---------------- | ---------- | --------- |
| Bétaille                  | 826              | 46110      | 46028     |
| Carennac                  | 373              | 46110      | 46058     |
| Cavagnac                  | 432              | 46110      | 46065     |
| Condat                    | 332              | 46110      | 46074     |
| Les Quatre-Routes-du-Lot  | 580              | 46110      | 46232     |
| Saint-Michel-de-Bannières | 326              | 46110      | 46283     |
| Strenquels                | 222              | 46110      | 46312     |
| Vayrac                    | 1 185            | 46110      | 46330     |